# Seconde équipe

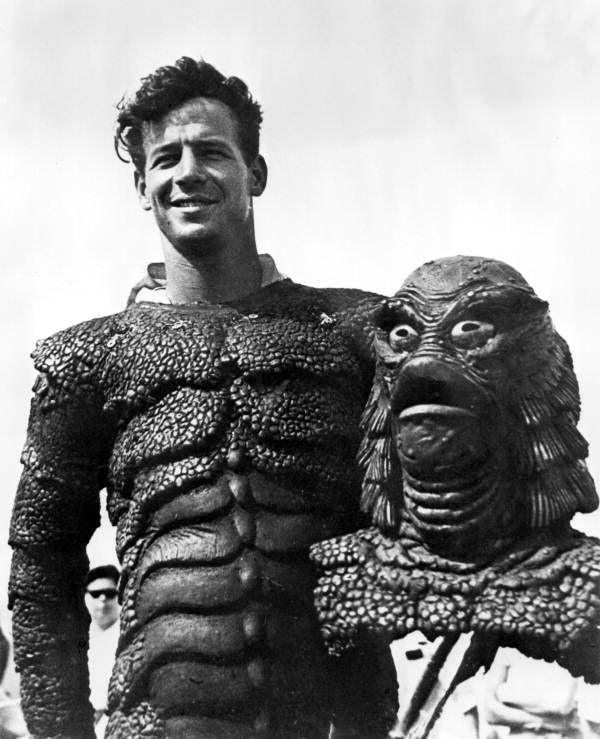
Ricou Browning.

Au cinéma, l’expression seconde équipe désigne une équipe de tournage additionnelle à l'équipe principale, chargée de tourner des plans qui ne mettent pas directement en jeu les acteurs, comme les scènes d'action et de cascade ou les grands mouvements de figuration, ou encore des plans supposés de moindre importance pour le film, comme des paysages (establishing shots), des foules, des inserts d'objets ou autres plans de coupe,.